# Puya bermejana
Puya bermejana là một loài thực vật có hoa trong họ Bromeliaceae. Loài này được S.E.Gómez, Slanis & A.Grau mô tả khoa học đầu tiên năm 2007.